# And the Villain Still Pursued Her; or, The Author's Dream
And the Villain Still Pursued Her; or, The Author's Dream è un cortometraggio muto del 1906 diretto da James Stuart Blackton. Fu uno dei primissimi ruoli interpretati da Paul Panzer, un attore che, nella sua carriera durata fino ai primi anni cinquanta, avrebbe preso parte a oltre 370 film.

## Trama
Nella sua povera stanza, uno scrittore copre a grandi passi la camera alla ricerca dell'ispirazione. Quando questa sembra venire, l'uomo si siede al tavolo lavorando con ardore. Dopo un po', però, si addormenta. Dall'esterno, entra una bella signora riccamente abbigliata seguita da uno spasimante che le si dichiara. Lei, però, lo respinge e l'uomo se ne va proferendo minacce. Lo scrittore si sveglia e, preso dal fascino della signora, si mette ad amoreggiare con lei che, questa volta, accetta il corteggiamento. Ritorna però l'altro uomo che, armato di pistola, sfida a duello il rivale, Lo scrittore, pur accettando la sfida, non sembra capire molto bene le regole di un duello e finisce che si prende una pallottola in testa dando la schiena all'avversario. Mentre l'uomo esce, la signora corre in soccorso dello scrittore, riuscendo a togliergli il proiettile dal cranio con un paio di pinzette, Ma il pretendente geloso ritorna, questa volta armato di coltello con cui si mette a inseguire la donna. Lo scrittore si mette a correre dietro ai due per finire tutti sul tetto e poi a inseguirsi su un montacarichi. Saliti su una mongolfiera, finiranno per cadere a terra. La donna, sempre inseguita, cade da una scarpata. Salta giù anche il suo persecutore e, quindi, lo scrittore. Il salto lo fa atterrare sul tavolo della sua stanza, dove stava sognando addormentato sul suo manoscritto.

## Produzione
Il film fu prodotto nel 1906 dalla Vitagraph Company of America.

## Distribuzione
Il copyright del film, richiesto dalla Vitagraph Co. of America, fu registrato il 23 novembre 1906 con il numero H85585.
Distribuito dalla Vitagraph Company of America, il film uscì nelle sale statunitensi il 1º dicembre 1906.
Copie della pellicola sono conservate al National Film Archive di Londra e al George Eastman House International Museum of Photography and Film. Il cortometraggio è stato recentemente identificato anche tra il materiale d'archivio custodito presso la Library of Congress nel corso dei seminari annuali "Mostly Lost" tenutasi tra il 2015 e il 2017. Restaurato, è stato pubblicato in DVD nel 2018.